# Koroor, Bhalki
Koroor là một làng thuộc tehsil Bhalki, huyện Bidar, bang Karnataka, Ấn Độ.